# インカ帝国の成立
「インカ帝国の成立」（インカていこくのせいりつ）は、つボイノリオが2006年に発表した、インカ帝国建国に関する伝承を題材とするコミックソングである。

## 概要
11番までの歌詞から構成される6分58秒の曲である。楽曲はエンディングにAメジャーが登場する以外はAマイナーとGメジャーの2コード（和音）のみで作られており、スリー・コードを基本とするパンク・ロック以上にシンプルである。アレンジには歌詞の意図を汲み、フォルクローレ音楽がモチーフに取り入れられている。
歌詞は主人公であるマンコ・カパックが、苦難の末インカ帝国の初代皇帝となる経験を歌い上げるものとなっている。一方で「マンコ」という名前が日本語では女性器を意味する隠語と同じ発音であることに着目して、部分的にわざと卑猥に聞こえる歌詞にし、歌い方もその部分だけいやらしくしている。これは同作者の「金太の大冒険」などと共通した手法（ダブル・ミーニング）だが、「金太の大冒険」などで用いられたぎなた読みは使われていない。

## 作品のあらすじ
マンコ・カパックは、インカ建国のためアンデス山脈を駈けめぐる。同朋のインカ族は他の部族からいじめられており、マンコも指でつつかれ、雨の中で濡れ、敵に舐められと苦難の中にいた。戦いは苛烈なものとなり、激しく攻められ、また後ろからも容赦なく攻められ、そしてマンコは敵の矢に貫かれてしまう。だが奇跡的に少し血が出ただけで済んだ。幾日もの戦いの中、風呂に入る暇もなく体は臭く、心も休まらなかったが、遂に目的の地・クスコにたどり着く。すさんでいたカパックの心はクスコで開かれる。
こうしてインカ帝国は成立し、彼は王・マンコとなり、誰もがひれ伏しみんなが大好きという人気を獲得した。

## 曲の歴史
- 1980年代初頭 人気フォークソング・グループガロの元メンバー・トミーこと日高富明からの依頼により楽曲提供。この時の曲名は「インカ帝国の滅亡」で、曲調もヘヴィメタル調だった。結果は不採用[2]。
- 1996年 アルバム『あっ超ー』のために「飛んでスクランブール」「雪の中の二人」とともに提供される。結果は再び不採用[3]。
- 2006年 「KINTA Ma-xim MIX」のヒットにより、次回作としてつボイが提案、採用される[1]。
  - 9月11日 iTunes Storeから配信。
- 2007年
  - 2月 ナゴヤドームでのイベント「ドーム開館10周年記念フリーマーケット〜早春のおもしろ広場〜」にて690枚限定でCD販売。
  - 3月 通信カラオケJOYSOUNDで配信開始。
  - 6月9日 中部日本放送の通販サイト「CBCishop」よりCD販売。
  - 12月16日 CBCラジオにて、関連番組「『インカ帝国の成立』の、成立」が放送される。
- 2011年
  - 8月17日 本人のベストアルバム「つボイノリオ ゴールデン☆ベスト」に『インカ帝国の成立』が収録される。

## メディアにおける扱い
iTunes Storeでの配信当日にワールドミュージックチャート首位、3日後には総合チャート7位（瞬間2位との情報もある）と、驚異的なセールスとなった。にもかかわらず、この快挙を報じたマスコミは中部日本放送だけである。なお、プロモーションとしてCBCラジオでオンエアされたのはテストトーンによる修正が加えられた「学校放送向けバージョン」である。